# Динар Боснії і Герцеговини
Динар Боснії і Герцеговини — колишня валюта Боснії і Герцеговини між 1992 та 1998 роками. Динар формально поділявся на 100 пар, але фактично розмінну монету в цей період випущено не було. За даними Стандартного каталогу монет світу Краузе першими монетами Боснії і Герцеговини стали пам'ятні монети 1993 року — мідно-нікелеві 500 динарів кількох типів, срібні монети номіналом 750 динарів та золоті 10 000 динарів.

## Історія
Боснія і Герцеговина проголосила незалежність від Югославії у березні 1992 року. Перший боснійський динар був виданий в липні 1992 року, замінивши югославський динар версії 1990 року за ставкою 1 боснійський динар = 10 Югославських «динарів 1990». Отже, боснійський динар перебував на одному рівні з югославським динаром версії 1992 року, коли він був введений.
Перші видання були передруком зверху югославських банкнот. Після високої інфляції в 1994 році був введений другий динар, який замінив перший за ставкою 1 «новий» динар = 10 000 «старих». Обидва динари були обмежені в обігу на територіях під боснійським контролем. Хорватські райони використовували хорватський динар і  куну, тоді як сербські райони використовували динар Республіки Сербської.
Конвертовна марка замінила динар у 1998 році. Як зазначено в назві, марка була конвертована в  німецьку марку, поки вона не була замінена на євро.